# تپه سرآو رشمینه
تپه سرآو رشمینه مربوط به مفرغ است و در شهرستان دالاهو، بخش مرکزی، ۱/۸ کیلومتری جنوب شهر کرند واقع شده و این اثر در تاریخ ۲۷ اسفند ۱۳۸۶ با شمارهٔ ثبت ۲۲۴۵۰ به‌عنوان یکی از آثار ملی ایران به ثبت رسیده است.